# Millerstown
Millerstown és una població dels Estats Units a l'estat de Pennsilvània. Segons el cens del 2000 tenia 679 habitants.

## Demografia
Segons el cens del 2000, Millerstown tenia 679 habitants, 275 habitatges, i 196 famílies. La densitat de població era de 304,8 habitants/km².
Dels 275 habitatges en un 32% hi vivien nens de menys de 18 anys, en un 60,4% hi vivien parelles casades, en un 9,1% dones solteres, i en un 28,4% no eren unitats familiars. En el 24,4% dels habitatges hi vivien persones soles el 14,9% de les quals corresponia a persones de 65 anys o més que vivien soles. El nombre mitjà de persones vivint en cada habitatge era de 2,47 i el nombre mitjà de persones que vivien en cada família era de 2,95.
Per edats la població es repartia de la següent manera: un 24% tenia menys de 18 anys, un 9% entre 18 i 24, un 26,5% entre 25 i 44, un 23,6% de 45 a 60 i un 16,9% 65 anys o més.
L'edat mediana era de 39 anys. Per cada 100 dones de 18 o més anys hi havia 81,1 homes.
La renda mediana per habitatge era de 43.750 $ i la renda mediana per família de 53.173 $. Els homes tenien una renda mediana de 37.159 $ mentre que les dones 24.732 $. La renda per capita de la població era de 22.289 $. Entorn del 2% de les famílies i el 5% de la població estaven per davall del llindar de pobresa.

## Poblacions més properes
El següent diagrama mostra les poblacions més properes.